# Vít Slíva
Vít Slíva (* 11. ledna 1951, Hradec nad Moravicí) je současný český básník.
Vystudoval obor čeština-latina na filosofické fakultě brněnské Masarykovy univerzity a mnoho let působil jako učitel (nejdéle na brněnském královopolském gymnáziu), nyní učí na Biskupském gymnáziu v Brně češtinu a latinu. Jeho básnická tvorba je podle autorových vlastních slov ovlivněna obdivem k dílu Vladimíra Holana. Kolem Víta Slívy se v průběhu 80. let zformovalo volné sdružení básníků, které je někdy označováno jako královopolská škola.
Sbírka Víta Slívy Bubnování na sudy obdržela v roce 2003 cenu Magnesia Litera.

## Život
Jeho otec byl učitelem, v roce 1958 však přihlásil mladého Víta Slívu do hodin náboženství a z tohoto důvodu byl ze školství propuštěn. Pracoval poté jako dělník v ocelárně, slévárně a štěrkovně v Bohumíně. V roce 1968 byl rehabilitován a vrátil se do školství. Matka byla v domácnosti, později pracovala jako pokladní v nádražní restauraci. Mimořádný zájem o hudbu přenášela i na své syny. Bratr Jiljí Slíva (* 1953) se věnuje umělecké fotografii a Libor Slíva (* 1955) píše poezii a aforismy.
Absolvoval základní a střední školu v Bohumíně, poté v letech 1969–1974 studoval češtinu a latinu na Filozofické fakultě UJEP v Brně (diplomová práce O ‚dialektických‘ rozporech v Halasově poezii od jejích počátků do konce 20. let). Po absolutoriu nastoupil jako učitel na zvláštní školu v Brně, po náhradní vojenské službě (říjen 1974 – únor 1975) učil v Brně na základních školách (1975) a na gymnáziu (1975–1998). Působil rovněž na Základní škole v Mladecku (okres Opava) a od roku 2004 do roku 2022 vyučoval na Biskupském gymnáziu v Brně. Nyní je v důchodu.

## Literární tvorba
V páté a šesté třídě základní školy vydával ručně psaný časopis Slavné obrazy staletí a na gymnáziu literárně zaměřené periodikum Vytrženo z bloku. Od konce sedmdesátých let se podílel ve spolupráci s bratry Závodskými na samizdatovém zpracování svých textů: prózy Otázky saunismu (konec 70. let); Breviář (1979); Snář (1985); básnické texty Časová znamení (1977), Telefonní dvojhlasy (1977), Jabloň zářím rozjímaná (1978), Triptych trojmocné noci (1978), Deset dithyrambů (1978), Jak podzim diktuje (1980), Noli tangere: zákon (1981), Trojhlas (1981), Sora no kokoro (1987).
Recenzemi, články i původní básnickou tvorbou přispíval do Brněnského večerníku, Rovnosti, Literárního měsíčníku, ROKu, Modrého květu, Welesu, Hosta, Tvaru, Čmeláka a světa, Literárních novin, Psího vína, Aluze, Obrácené strany měsíce, Protimluvu.
Od tvůrčích počátku je zřejmé, že Slívova básnická poetika vzniká v kontextu básnické tvorby Františka Halase a Vladimíra Holana, v tematice je důraz kladem na tíhu a bolest života a lásky, na nicotu, zmar a smrt, závaznost slova. Krajina jeho básní se odvolává ke konkrétním místům, ale konkrétnost je vertikálou vyzvedávána k otevřeným a nekonečným prostorům, kde se také čas protíná s věčností. Obraznost Slívovy lyriky se opírá o originální metaforiku, o příkré kontrasty a expresivitu jazykového výrazu. Tato uvolněná imaginace je však ukotvena v sevřených, mnohdy až gnómických (mimočasových) strofách.[zdroj?]

## Královopolská škola
Královopolská škola, nebo též královopolská družina, je významné neformální sdružení mladých básníků, které se v průběhu 80. let zformovalo okolo Víta Slívy v Brně. Mezi její představitele patří především Slívovi bývalí studenti z gymnázia Petr Hrbáč, Norbert Holub, Robert Fajkus a Věra Rosí. V druhé polovině 90. let k ní měli blízko také Vojtěch Kučera a Bogdan Trojak.

## Dílo
- Nepokoj hodin, Blok 1984 - schopnost úžasu, napětí chvíle v prostoru a času
- Černé písmo, Blok 1990 - elegičnost nad nevratně ztracenými okamžiky dětství
- Volské oko, Host 1997 - holanovská "tíha existence"
- Tanec v pochované base, Host 1998 - sbírka se vyrovnává se smrtí otce, vychází ze zlomků otcových deníkových záznamů
- Na zdech stíny osik, Petrov 1999 - silná výrazová expresivita, rozpor mezi básnickým, archetypálním světem hodnot a běžným, civilním životem
- Grave, Host 2001 - básnická pocta mateřství a reflexe matčina odchodu
- Bubnování na sudy, Weles 2002 - závaznost tradičních hodnot (přátelství, láska, rodina a rod, víra a pokora)
- Rodný hrob, Host 2004 - tematická a výrazová rekapitulace Slívovy tvorby, motivy nejistoty, bolesti, nemoci
- Boudní muzika, Host 2006 - výbor z tvorby, včetně několika dříve nepublikovaných textů
- Souvrať, Host 2007 - kritické životní okamžiky, vyvažované útěšnými obrazy krajiny
- Račí mor, Host 2011
- Ultima thúlé, nejzazší zem, Host 2018
- Cherubín troubí na kost fanfáru, Druhé město 2020
- Bóje, Odeon 2021
- Vzkřísit to vše!: Z deníku Dnění, 1977–2008, Perplex 2021 – první část obsahuje deníkové záznamy, druhá výbor básní
- Všelijak poplantane: Vít Slíva v rozhovoru s Jiřím Trávníčkem, Host 2022 – knižní rozhovor s autorem vedl literární vědec, kritik, editor Jiří Trávníček